# 저작권 트롤
저작권 트롤(Copyright troll)은 전략적 소송을 통해 돈을 벌 목적으로 지나치게 공격적이거나 기회주의적인 방식으로 자신이 소유한 저작권을 집행하는 당사자(개인 또는 회사)이다. 때로는 유료 배포를 위해 자신이 소유한 작품을 제작하거나 라이선스를 부여하지도 않는다. 비평가들은 이 활동이 창의적인 작품의 생산을 장려하지 않고 대신 그러한 작품의 창작을 장려하기 위해 고안된 저작권법의 높은 법정손해배상 조항의 불평등과 의도하지 않은 결과를 통해 돈을 벌 수 있다고 믿기 때문에 이 활동에 반대한다.
저작권 트롤이라는 용어와 개념이 모두 2000년대 중반부터 등장하기 시작했다. 이는 자신의 제품을 판매하지 않고도 제품을 판매하는 회사로부터 돈을 벌기 위해 특허권을 행사하는 회사인 경멸적인 "특허 괴물"에서 유래되었다. 로열티를 징수하고 회원의 저작권을 집행하는 ASCAP과 같은 조직과는 구별된다.

## 같이 보기
- 카피프로드
- 특허 괴물